# Sede titolare di Mortlach
Mortlach o Murthlacum (in latino: Dioecesis Murthlacensis) è una sede titolare della Chiesa cattolica.

## Storia
Secondo la tradizione, ritenuta leggendaria da alcuni storici, la diocesi di Mortlach nel Banffshire sarebbe stata eretta in seguito alla vittoria del re scozzese Malcolm III sui Danesi. Fu lo stesso re ad erigere la diocesi, di cui si conoscono i nomi di soli tre vescovi, vissuti all'incirca nell'XI secolo: Beóán (Beano), Donercius e Cormac. Nel 1131 la sede fu trasferita ad Aberdeen.
Dal 1973 Mortlach è annoverata tra le sedi vescovili titolari della Chiesa cattolica; dal 25 aprile 2024 il vescovo titolare è Richard Adrian Walker, vescovo ausiliare di Birmingham.

## Cronotassi

### Vescovi titolari
- Thomas William Lyons † (12 luglio 1974 - 25 marzo 1988 deceduto)
- Edmond Carmody (8 novembre 1988 - 24 marzo 1992 nominato vescovo di Tyler)
- Hilton Forrest Deakin † (30 dicembre 1992 - 28 settembre 2022 deceduto)
- Richard Adrian Walker, dal 25 aprile 2024